# 오의균
오의균은 일제 강점기 고창 출신의 독립운동가이며, 본관은 동복(同福)이다. 1993년 건국포장이 추서되었다.

## 생애
오의균은 1883년 2월 18일 지금의 전라북도 고창군 고창읍 읍내리에서 태어났으며, 1919년 11월 고창에서 노진룡 등과 함께 상해임시정부 산하의 전라북도 감독부 부감독에 임명되었다. 그리고, 감독인 노진룡 등 여러 동지들과 함께 만주 등으로의 인원 파송 및 군자금 모금, 밀송 등의 상해임시정부 지원 활동을 펴 나갔다. 1927년 1월에는 농촌 개발과 문맹 퇴치를 목적으로 최정익(崔正益)·여운홍(呂運弘) 등 10여 명과 함께 발기하여 창립한 조선농인사(朝鮮農人社) 전라북도 대표 겸 이사로 선임되어 활동하였다.